# Megan Leavey
Megan Leavey (n. 28 de octubre de 1983) es una veterana de la Marina de los EE. UU., que sirvió como patrullera K9 de la Policía Militar.

## Trayectoria
Leavey creció en Valley Cottage, Nueva York. Leavey se alistó en la Infantería de Marina en 2003 y estuvo estacionada en Camp Pendleton, California, donde fue emparejada con el perro de trabajo militar Rex (E168).
El par sirvió dos despliegues en Irak juntos. Primero fueron enviados a Fallujah en 2005, y luego a Ramadi en 2006, donde fueron heridos por un artefacto explosivo improvisado. Leavey fue galardonada con el Corazón Púrpura y la Medalla de Logro de la Marina y el Cuerpo de Marines con un dispositivo en "V" por heroísmo en combate.
Leavey primero buscó adoptar a Rex después de la explosión de la bomba en 2006. Posteriormente, cuando Rex desarrolló parálisis facial que puso fin a sus deberes de detección de bombas, Leavey solicitó al Cuerpo de Marines su adopción. Se reunieron en abril de 2012 a través de la intervención del senador Chuck Schumer. Rex murió el 22 de diciembre de 2012.
Leavey y Rex se convirtieron en el tema de la película biográfica de 2017 Megan Leavy. Leavey tuvo un cameo en la película como "Female Drill Instructor #3" ("Instructor Militar Femenino #3").